# Stefan Graf (Biologe)
Stefan Graf (* 1961 in Berlin) ist ein deutscher Molekularbiologe, Wissenschaftsjournalist und Buchautor.

## Biografie
Graf wuchs im West-Berliner Stadtteil Wedding auf. Nach dem Abitur am Diesterweg-Gymnasium (Berlin) (1980) studierte er ab 1981 zunächst Humanmedizin an der Freien Universität Berlin und wechselte 1982 in den Diplomstudiengang Biologie. Nach Vordiplom (1984) und Diplom (1988) in Molekularbiologie und Stoffwechselphysiologie arbeitete Graf zunächst im Rahmen von Forschungsaufträgen beim Molnár-Institute for Applied Chromatography, beim Robert Koch-Institut sowie am Max-Planck-Institut für molekulare Genetik. Im Rahmen seiner Tätigkeit als wissenschaftlicher Mitarbeiter am Institut für Biophysik der FUB forschte Graf bei Wolfgang Laskowski in der AG Strahlenbiologie an der Reparatur von strahleninduzierten DNA-Schäden. 1992 wurde er mit seiner Dissertation zur ADP-Ribosyltransferase in der Hefe Saccharomyces cerevisiae zum „Dr. rer. nat.“ promoviert. Daran schloss sich eine Forschungstätigkeit im Bereich der Kunstherzentwicklung am Deutschen Herzzentrum Berlin bei Roland Hetzer an.
Von 1996 bis 1997 absolvierte Graf ein fachjournalistisches, die mehrmonatige Arbeit im Lektorat des Sportverlag Berlin einschließendes Graduiertenstudium, das er mit dem Zertifikat „Fachzeitschriftenredakteur“ abschloss. Seitdem arbeitet er als freiberuflicher Wissenschaftsjournalist, Lektor und Buchautor vorwiegend in den Bereichen Sportmedizin, Gesundheit und Ernährung. Er schreibt für verschiedene Fachmagazine, berät Sportler in Ernährungs- und Gesundheitsfragen und leitet eine Arbeitsgruppe zum Belastungsmanagement.

## Buchveröffentlichungen
- mit Sylvia Drews: Naturheilkunde und Schulmedizin – Richtig behandeln, richtig kombinieren, Südwest-Verlag/Penguin Randomhouse, 2005, ISBN 3-517-06867-5
- Darwin im Faktencheck – Moderne Evolutionskritik auf dem Prüfstand. Tectum Verlag Marburg, 2013, ISBN 978-3-8288-3152-0
- mit Ralf Kerkeling: Ohne Mampf kein Dampf – Optimale Ernährung für Ausdauersportler Delius Klasing Verlag, 2020, ISBN 978-3-667-11849-3
- mit Ralf Kerkeling: Fitness fürs Immunsystem – Wie Ausdauersport die Abwehrkräfte stärkt Delius-Klasing Verlag, 2021, ISBN 978-3-667-12105-9